# Poleniza

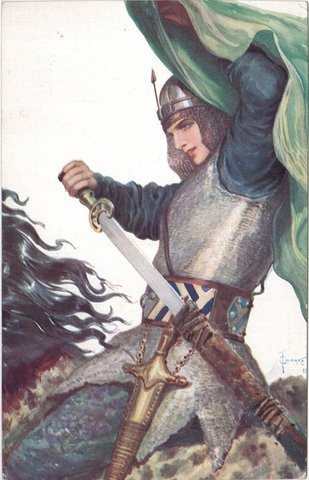
Die Poleniza Nastasja Korolewitschna (Illustration von Sergei Solomko)

Poleniza (russisch Поленица, Plural Polenizy, Поленицы) ist der Typus einer mutigen Kriegerin, die in Bylinen auftritt.

## Allgemeine Eigenschaften
Im männerzentrierten Genre der Bylina ist die Poleniza neben der Mutter des Helden eine von zwei positiven weiblichen Figuren, die eine bedeutende und aktive Rolle spielen. Geschichten über die Taten der Polenizy gehören zu den beliebtesten Geschichten von Erzählerinnen. Die Vorliebe der Frauen für bestimmte Bylinen deutet darauf hin, dass ein Frauenrepertoire wahrscheinlich parallel zu dem der Männer existierte, sich aber teilweise mit diesem überschnitt, und dass Frauen möglicherweise Bylinen bevorzugten, die ein gemischtgeschlechtliches junges Publikum ansprechen würden.
In Bylinen sind Polenizy manchmal mit militärischen Aufgaben beschäftigt und werden häufig unter den Gästen bei den Festen des Kiewer Fürsten Wladimir erwähnt. Die Poleniza ist eine Kriegerin, ähnlich einer Amazone, deren Stärke der des Bogatyr, mit dem sie kämpft, ebenbürtig oder überlegen sein kann. Jedoch wird sie stets entweder durch Heirat gezähmt oder von ihrem Ehemann getötet, weil sie seine Überlegenheit in Frage stellt.
Der russische Historiker Dmitri Balaschow bemerkte, dass die Polenizy berittenen sarmatischen Kriegerinnen ähnelten, da sie meist erfahrene Reiterinnen und Bogenschützinnen waren. Boris Rybakow glaubte, dass das Auftauchen von Kriegerinnen in Bylinen ein Spiegelbild der Kontakte zwischen slawischen Kriegern und alanischen oder protobulgarischen Steppenbewohnern sein könnte. Das Wort „Poleniza“ ist mit den slawischen Wörtern „Pole“ (Feld) und „Poljakowat“ verbunden, was auf der Suche nach Ruhm aufs offene Feld zu gehen und zu kämpfen bedeutet.
Polenizy werden in der Bylina Die Heilung von Ilja Muromez erwähnt. Nachdem der gelähmte Ilja von wandernden Sängern geheilt wird sagen diese ihm: „Du wirst ein mächtiger Held sein, Ilja, und der Tod in der Schlacht ist dir nicht bestimmt. Kämpfe und führe Krieg gegen alle Helden und alle kühnen Polenizy.“

## Bekannte Polenizy

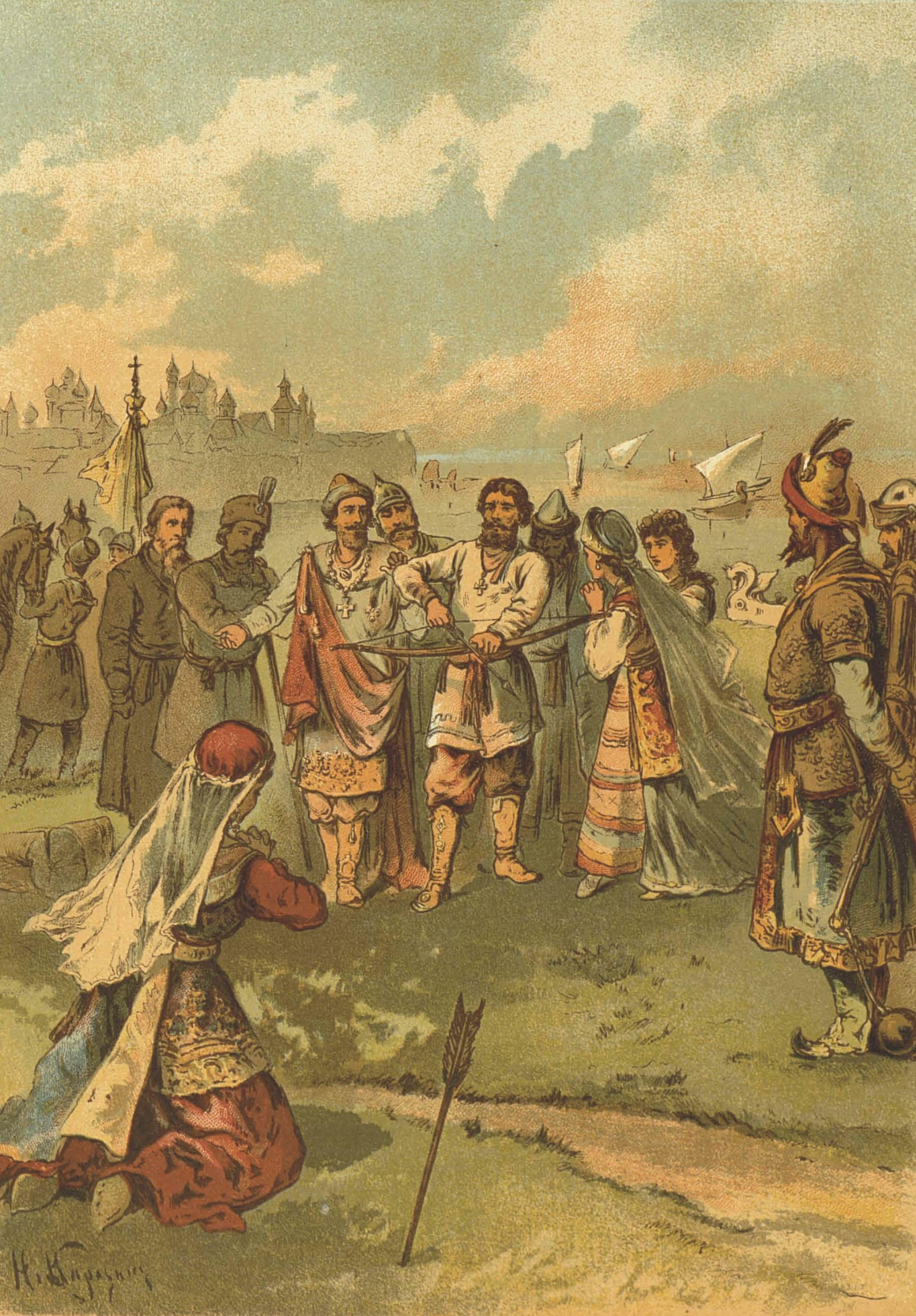
Dunai zielt auf Nastasja (Illustration von Nikolai Karasin, 1912)

### Nastasja Korolewitschna
In der Bylina Dunai und Nastasja Korolewitschna dient der ungebundene Glücksritter Dunai Iwanowitsch seit mehreren Jahren dem litauischen König und pflegt gleichzeitig eine Liaison mit dessen Tochter Nastasja. Einmal prahlt er unüberlegterweise vor dem König mit dieser Verbindung und entgeht nur durch Nastasjas Bemühungen der Hinrichtung. Später, in der Bylina Dunai sucht eine Braut für Wladimir, empfiehlt er Fürst Wladimir Prinzessin Apraksia, die jüngere Tochter desselben litauischen Königs (in einigen Versionen die Tochter des Khans der Goldenen Horde). Apraksia bleibt wie eine Dame zu Hause, während ihre Schwester Nastasja militärische Beschäftigungen vorzieht.
Dunai wird entsandt und vom König zunächst wie ein alter Freund empfangen. Er fällt in Ungnade, weil er die ältere Tochter übergangen hat, doch ein Kraftakt genügt, und Dunai verpflichtet sich, Apraksia an Wladimir auszuliefern. Als Dunai feststellt, dass sie von einem feindlichen Tataren verfolgt werden, schickt er Apraksia mit seinem Gefährten Dobrynja Nikititsch nach Kiew und bleibt, um den Tataren zu fangen. Der Tatar entpuppt sich als seine alte Liebe Nastasja in Verkleidung und Dunai bringt sie zu einer Doppelhochzeit nach Kiew.
Bei einem Bankett, bei dem Dunai mit seiner Tapferkeit prahlt, weist Nastasja darauf hin, dass sie in Wirklichkeit die beste Schützin in Kiew ist. In einer Variante ist es Apraksia, die den Anspruch für sie erhebt. Im Wettkampf mit Dunai erweist sich dies als wahr. Als ihr Mann im Begriff ist, im Zorn einen Pfeil auf sie zu richten, enthüllt sie, dass sie ihm bald einen Sohn schenken wird. Er glaubt ihr nicht und tötet sie. Es stellt sich heraus, dass Nastasja die Wahrheit gesagt hat, und Dunai begeht aus Reue Selbstmord.

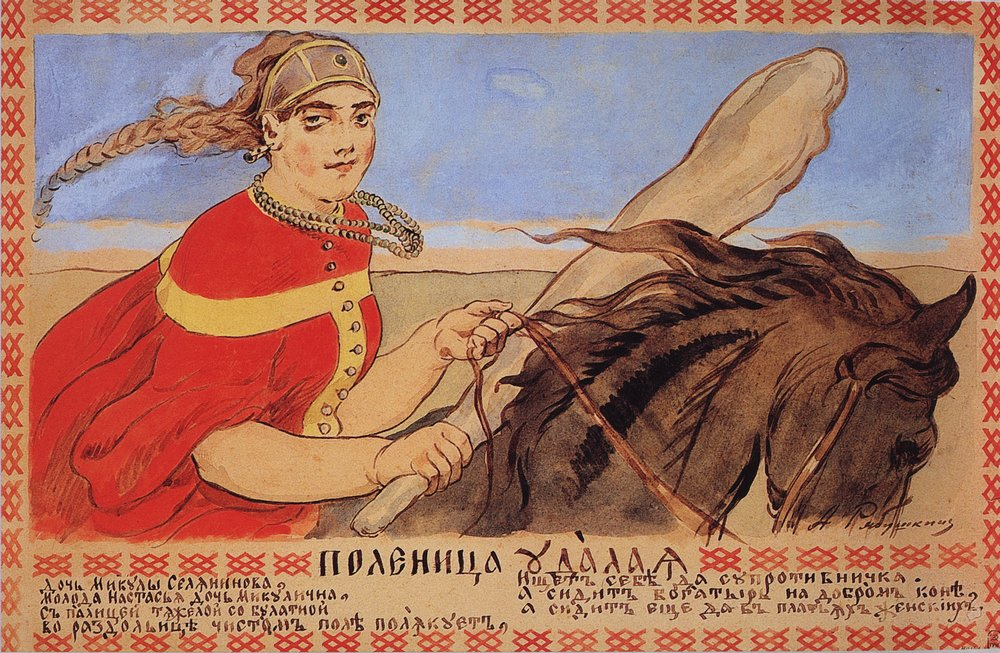
Nastasja Mikulischna (Illustration von Andrei Rjabuschkin, 1898)

### Nastasja Mikulischna
In einer Bylina über Dobrynja Nikititsch erschlägt dieser den Drachen Smei Gorynytsch und rettet Sabawa Putjatyschna, die Nichte Fürst Wladimirs. Als er Sabawa zurück nach Kiew eskortiert, stößt er auf die Spuren von Nastasja Mikulischna, einer Kriegerin von großer Stärke, die durch die offene Ebene reitet.
Er versucht, sie im Nahkampf zu besiegen, doch sie erweist sich als immun gegen seine Kraft und beschimpft ihn, indem sie seine Schläge mit einer Mücke in ihrem Nacken vergleicht. Sie packt ihn an seinen Locken, reißt ihn vom Pferd und lässt ihn in ihren Lederbeutel fallen. Schließlich gewährt sie ihm sein Leben nachdem sie ihn gezwungen hat, ihre überlegene Stärke und Schnelligkeit zu Pferd anzuerkennen und unter der Bedingung, dass er verspricht, sie zu heiraten. In der Bylina, die sich auf ihr Eheleben bezieht, wird Nastasja als fügsam und konventionell dargestellt und sie verliert offenbar ihre amazonischen Qualitäten.

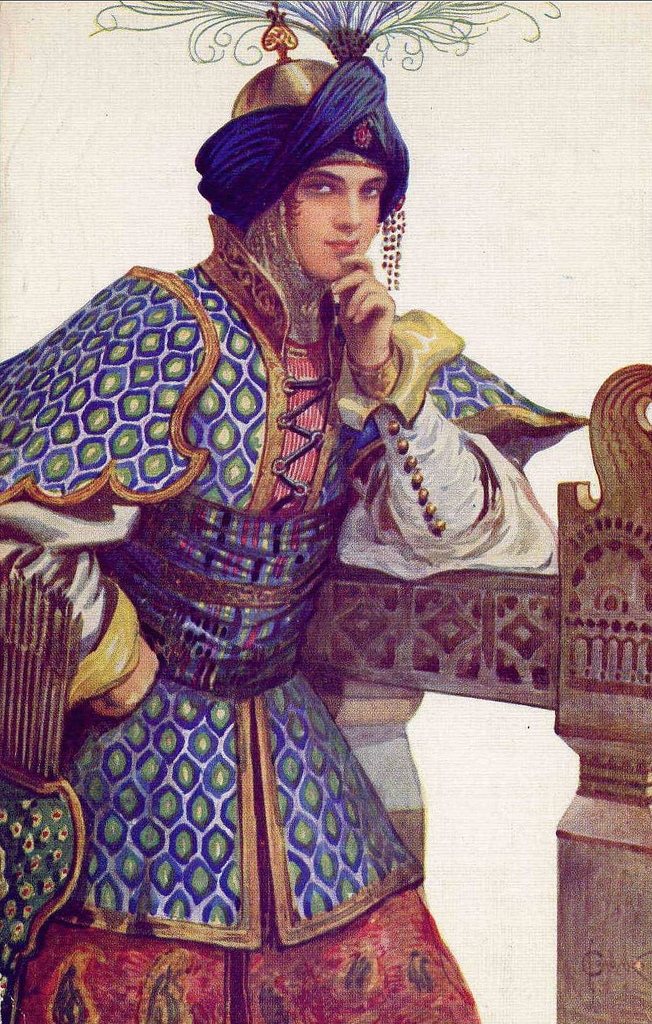
Wassilissa Mikulischna (Illustration von Sergei Solomko, 1917)

### Wassilissa Mikulischna
In einer Bylina über den Bojar Stawr Godinowitsch beleidigt dieser Fürst Wladimir, indem er damit prahlt, dass seine Frau jeden Bojaren und Fürsten täuschen könnte und er wird inhaftiert. Seine Frau Wassilissa Mikulischna verkleidet sich als Mann, besteigt ihr Pferd, nimmt ihre Glefe und lagert mit ihrer Druschina am Stadtrand von Kiew. Sie stellt sich vor Wladimir als tatarischer Abgesandter vor, der Tribut einfordern will.
Wassilissa entzieht sich mehrfach den Versuchen von Wladimirs Dienern, ihre wahre Identität zu enthüllen und besteht mehrfach Prüfungen ihrer „männlichen“ Fähigkeiten wie Bogenschießen und Ringkämpfe. Wladimir eröffnet ein Fest. Um die Stimmung zu heben, wird Stawr aus der Gefangenschaft entlassen, da er sehr gut darin ist, die Gusli zu spielen. Wassilissa wird sofort munter, geht mit Stawr auf einem offenen Feld spazieren und enthüllt ihm ihre wahre Identität. Stawr teilt Wladimir stolz die Wahrheit mit, worauf der Fürst beschämt wird.
Laut der russischen Historikerin Natalja Budur ist die Handlung von Wassilissa Mikulischnas Bylina mit der von Wassilissa, der Popentochter verbunden, da beide Frauen mit außergewöhnlicher Intelligenz und Mut ausgestattet sind. 1975 veröffentlichte Sojusmultfilm einen Zeichentrickfilm über Wassilissa Mikulischna.